# Ajer Lebu
Ajer Lebu fou un antic sultanat de les Índies Orientals Holandeses, abans vassall del sultanat d'Aceh. Era membre de la federació de Pedir/Pidië. Tenia una superfície d'1,44 km².
Va signar un acord de protectorat amb els holandesos el 12 de juliol de 1906.
La bandera reial del sultà era negra llisa.